# Pedro Luis Cobiella Suárez
Pedro Luis Cobiella Suárez (Tenerife, Espanya; 29 de desembre de 1936) és un empresari espanyol, president del grup Hospiten, una de les cadenes de clíniques privades més grans d'Espanya, amb filials a la República Dominicana, Mèxic, Jamaica i Panamà.

## Premis i distincions
Entre d'altres premis i distincions, el Dr. Pedro Luis Cobiella Suárez ha estat reconegut amb:
- 2017: “Mejor Trayectoria” Premi a l'èxit empresarial a Tenerife atorgat per Actualitat Econòmica[1]
- 2013: Premi a l'Empresari Internacional concedit per la CEOE Tenerife[2]
- 2011: Medalla d'Or del Puerto de la Cruz[3]
- 2007: Medalla d'or de Canàries[4]
- 2006: Medalla d'Oro Importants del Turisme 2006, concedida pel Gobierno de Canarias[5]
- 2005: Premi Teide d'Oro, concedit per Radio Club Tenerife (Cadena Ser)[6]
- 2005: Premi Intereconomia, concedit pel Grupo Intereconomía2003: Premi al millor empresari de Canàries, concedit per Actualidad Económica[7]